# 이영준 (1933년)
이영준(1933년 3월 5일~2020년 4월 28일)은 대한민국의 정치인이다. 제11·12대 국회의원을 지냈다.

## 역대 선거 결과
|  | 25.32% |

|  | 24.93% |